# Bipes biporus
Bipes biporus é uma espécie de lagarto da sub-ordem Amphisbaenia, também chamado de ajolote ou lagarto ajolote. É uma das quatro Amphisbaenia que possui dois membros inferiores. É encontrado principalmente na Baixa Califórnia, no México.